# Џнана
Не мешати са џхана
Џнана (санскрт jñāna, из корена џна – зна) или њана (пали ñāṇa) знање је, спознаја, способност разумијевања; односи се најчешће на свакодневно искуство. Џнани претходи свијест (sanna). Џнана је или синоним за спознају (panna) или је у њу укључена.